# Antanartia comoroica
Antanartia comoroica är en fjärilsart som beskrevs av Francis Gard Howarth 1966. Antanartia comoroica ingår i släktet Antanartia och familjen praktfjärilar. Inga underarter finns listade i Catalogue of Life.